# Welkkeom tu Dongmakgol
Welkkeom tu Dongmakgol – południowokoreański dramat wojenny w reżyserii Parka Kwang-hyun, którego premiera odbyła się 4 sierpnia 2005 roku.
Fabuła filmu została oparta na motywach przedstawienia autorstwa Janga Jina.

## Obsada
Źródło: Filmweb

- Kang Hye-jung – Yeo-Il
- Jung Jae-young – Lee Su-hwa
- Shin Ha-kyun – Pyo Hyun-chul
- Jung Jae-jin
- Lee Young-yi
- Park Nam-hee
- Jo Deok-hyeon – Cho Duk-hyun
- Yoo Seung-mok

## Nagrody
Źródło: Internet Movie Database
| Rok  | Miejsce                      | Nagroda          | Kategoria               | Odbiorcy        | Wynik   |
| ---- | ---------------------------- | ---------------- | ----------------------- | --------------- | ------- |
| 2004 | Grand Bell Awards            | Grand Bell Award | Best Supporting Actress | Kang Hye-jung   | Wygrana |
| 2004 | Udine Far East Film Festival | Audience Award   |                         | Park Kwang-hyun | Wygrana |